# TWISTER (Jの曲)
「TWISTER」（ツイスター）は、Jの10枚目のシングル。2007年2月7日発売。発売元はblowgrow。

## リリース形態
「TWISTER」のミュージック・ビデオ（監督・竹内大輔／出演・松本若菜）収録DVD付初回生産限定盤（AVCD-31165B）と通常盤（AVCD-31166）の2形態で発売。

## 収録曲
全作詞・作曲・編曲：J
1. TWISTER[3:40]
2. OVER DRIVE[3:47]※アルバム未収録

## 収録アルバム
- オリジナル『URGE』（2007年3月14日）
- ライブ『THE LIVE -ALL of URGE-』（2007年12月19日）